# Антошин, Иван Панфилович
Иван Панфилович Антошин (1895—1944) — генерал-майор Рабоче-крестьянской Красной Армии, участник Гражданской и Великой Отечественной войн.

## Биография
Иван Антошин родился 30 апреля 1895 года. Служил лётчиком в царской армии.
В 1915 году окончил класс мотористов на Теоретических авиационных курсах при Петроградском политехническом институте (ЦГИА СПб, ф. 478, оп. 7, д. 5, л. 94). По окончании — направлен в Гатчинскую авиационную школу для обучения полетам. Лётчик с 1916 года.
В 1917 году вступил в Красную гвардию. В 1918 году Антошин пошёл на службу в Рабоче-крестьянскую Красную Армию. Участвовал в боях Гражданской войны.
В 1924—1926 годах Антошин командовал Особой Краснознамённой истребительной эскадрильей ВВС 3-го истребительного авиационного дивизиона. Под его командованием в этой эскадрилье служил будущий прославленный лётчик, Герой Советского Союза Валерий Чкалов. В 1927—1928 годах Антошин служил в Средней Азии.
В 1930—1935 годах Антошин находился на преподавательской работе, командовал Одесской лётной школой, преподавал в Военно-воздушной академии. В 1935—1938 годах он командовал Военно-воздушными силами Приволжского военного округа. С февраля 1938 года Антошин занимал должность командующего Военно-воздушными силами Харьковского военного округа, параллельно командовал 49-й авиационной дивизией. Участвовал в польском походе. 4 июня 1940 года Антошину было присвоено звание генерал-майора авиации.
В годы Великой Отечественной войны Антошин командовал ВВС 22-й армии, а затем последовательно ВВС Уральского, Приволжского, Сталинградского и Архангельского военных округов. Иван Панфилович погиб в авиационной катастрофе 11 июня 1944 года, похоронен на Новодевичьем кладбище Москвы.

## Награды
Был награждён орденами Красного Знамени, Отечественной войны 1-й степени и «Знак Почёта», медалью.